# Dialeurodes tricolor
Dialeurodes tricolor là một loài côn trùng cánh nửa trong họ Aleyrodidae, phân họ Aleyrodinae.
Dialeurodes tricolor được Quaintance & Baker miêu tả khoa học đầu tiên năm 1917.